# Гатчек, Бертольд
Бертольд Гатчек (также Хачек, нем. Berthold Hatschek; 3 апреля 1854, Кирвайн, Моравия, ныне Скрбень, Чехия — 18 января 1941, Вена) — австрийский зоолог, исследователь ланцетниковых. 
Член Австрийской академии наук (1932; корреспондент с 1896).

## Биография
Бертольд Гатчек родился 3 апреля 1854 года в Кирвайне.
В 1885 году назначен профессором зоологии при Немецком университете в Праге, в 1897 году перешёл профессором в Вену. Работал, преимущественно, в области эмбриологии и сравнительной анатомии.
В 1894 году Бертольд Гатчек, Отто Бючли и Август Шуберг основали в Лейпциге специализированное периодическое печатное издание «Zoologisches Centralblatt».
Бертольд Гатчек умер 18 января 1941 года в городе Вене.

## Труды
- Das neue zoologische System. Engelmann, Leipzig 1911.
- Das Acromerit des Amphioxus. Engelmann, Leipzig 1906.
- Hypothese der organischen Vererbung. Engelmann, Leipzig 1905.
- Elementarcurs der Zootomie in fünfzehn Vorlesungen. Fischer, Jena 1896.
- The Amphioxus and its development. Swan & Sonnenschein, London 1893.
- Lehrbuch der Zoologie. Fischer, Jena 1888-91.
- Zur Entwicklung des Kopfes von Polygordius. 1885.
- Ueber Entwicklung von Sipunculus Nudus. 1883.
- Studien über Entwicklung des Amphioxus. Hölder, Wien 1881.
- Ueber Entwicklungsgeschichte von Teredo. Hölder, Wien 1880.
- Studien über Entwicklungsgeschichte der Anneliden. Hölder, Wien 1878.
- Beiträge zur Entwicklungsgeschichte der Lepidopteren … Pätz, Naumburg 1877.